# Yin i Yang

El taijitu, símbol de Yin i Yang

La noció del yin (陰 o 阴; pinyin: yīn) i el yang (陽 o 阳; yáng) prové de la filosofia xinesa, tot i que se la retroba en gran part de la filosofia oriental en general. És un principi cosmològic que explica la dualitat de tot allò que existeix en l'univers: L'U o Tao (o Dao) es divideix en dues forces fonamentals, oposades però complementàries, que es troben a l'origen de totes les coses.
El símbol yin-yang dels taoistes i dels confucianistes, anomenat a la Xina els peixos yin i yang (魚， 鱼， yú), representa el taijí —la unitat més enllà del dualisme—, causa i resultat de la dinàmica d'aquests dos principis.

## Caracterització
El Yin i el Yang són la fase següent del Tao, matriu de totes les coses, del qual tot prové.
Segons aquesta idea, cada ésser, objecte o pensament és una unitat composta per dues facetes o forces; cada cosa té un complement del qual depèn per a poder existir i que, alhora, es troba en el seu propi interior. Aquestes dues forces són dinàmiques, atraient-se (quan són de natura oposada) i repel·lint-se (quan són de la mateixa natura) constantment.
Això implica que no existeix res a l'estat pur ni en absoluta quietud, sinó que tot es transforma contínuament; la sola realitat existent és el canvi. Per exemple, qualsevol idea pot ser considerada com el seu contrari si se la mira des d'un altre punt de vista o, encara, tota idea acabarà convertint-se o engendrant el seu contrari.

### Representació

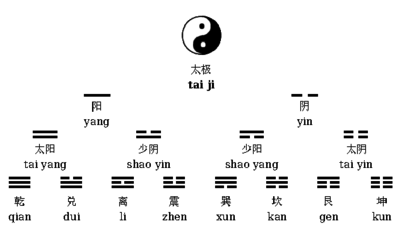
Els trigrames

Gràficament, el concepte s'acostuma a representar a través del símbol denominat taijitu (diagrama del taijí), que no sempre s'ha dibuixat de la mateixa manera. En la seva forma més coneguda, la dels peixos Yin-Yang, la part fosca representa el Yin y la part clara el Yang. La línia que les separa és sinuosa, representant l'equilibri dinàmic entre els dos conceptes i la seva contínua transformació. Els punts de diferent color simbolitzen la presència de cadascun dels dos conceptes a l'interior de l'altre.
Una altra manera de representar Yin i Yang és a través d'una ratlla continua (Yang) i d'una altra dividida (Yin). La combinació d'aquesta parella de línies expressa quatre estats de base que expliquen el mecanisme de tota mutació: Yin<==>No-Yin<==>No-Yang<==>Yang. Si fem servir tres línies, s'obtenen vuit combinacions, anomenades els vuit trigrames (八卦, ba gua), de les que sorgeixen els 64 hexagrames del Yi Jing (o I Ching).

## Principis
Yin és la força centrífuga, expansiva, font del silenci, de la calma, del fred i de la foscor.
Yang és la força centrípeta, constrenyent, que produeix el so, l'escalfor, la claror.
Aquests dos conceptes permeten que el Tot o l'U (Tao) es manifesti gràcies al contrast: si tot l'univers fos blau, aquest color seria inconcebible, tal com el negre (l'absència absoluta de colors) només és concebible en relació al blanc (presència de tots els colors), la foscor amb relació a la claror, l'hivern amb relació a l'estiu, la feminitat amb relació a la masculinitat, etc.
El caràcter xinès tradicional utilitzat per a expressar Yin, 陰, representa el vessant nord, ennuvolat, d'una muntanya; en xinès simplificat es fa servir 阴, el caràcter de la lluna (月, yuè). Pel Yang, amb l'escriptura tradicional, el caràcter 陽 representa el vessant sud, assolellat, d'una muntanya; amb el simplificat, el caràcter 阳 vol dir sol (日, rì).
Aquesta concepció es pot expressar a través dels principis següents:
- El Yin i el Yang s'oposen:

Cada cosa té el seu oposat, tot i que aquest no és absolut sinó relatiu, ja que res no és completament Yin o completament Yang. Per exemple, l'hivern s'oposa a l'estiu, encara que un dia d'estiu pugui ser fred i viceversa.
- El Yin i el Yang són interdependents:

No poden existir l'un sense l'altre. Per exemple, el dia no pot existir sense la nit.
- El Yin i el Yang poden subdividir-se alhora en Yin i Yang:

Cada aspecte Yin o Yang pot subdividir-se al seu torn en Yin i Yang indefinidament. Per exemple, un objecte pot estar calent o fred, però al seu torn allò que és calent (Yang) pot ser bullent (relativament Yang) o tebi (relativament Yin) i allò que és fred (Yin), pot estar fresc (relativament Yang) o glaçat (relativament Yin).
- El Yin i el Yang es consumeixen i es generen mútuament:

El Yin i el Yang formen un equilibri dinàmic: quan l'un augmenta, l'altre disminueix. Però aquest desequilibri només és circumstancial, ja que quan l'un creix massa acava per esgotar-se i l'altre pot, al seu torn, reprendre el seu lloc i créixer. Per exemple, l'aigua líquida es transforma en vapor i s'eleva però l'excés de vapor als núvols acaba per provocar la pluja: el vapor es torna líquid un altre cop i tomba.
- El Yin i el Yang es transformen en els seus contraris:

La nit s'acaba transformat en dia, l'escalfor es refreda, una naixença comporta una mort. Malgrat això, aquesta transformació també és relativa. Per exemple, la nit es transforma en dia, però les dues coexisteixen als dos cantons de la Terra.
- En el Yin hi ha Yang i en el Yang hi ha Yin:

Sempre hi ha l'un en l'altre; per exemple, un ésser de sexe femení té, tanmateix, cromosomes masculins, i a l'inrevés.

### Exemples de la polaritat Yin-Yang
| Yin                  |              | Yang              |               |
| -------------------- | ------------ | ----------------- | ------------- |
| negre                | 黑 hēi       | blanc             | 白 bái        |
| fosc                 | 暗 àn        | clar              | 亮 liàng      |
| nit                  | 黑夜 heī yè  | dia               | 白天 bái tiān |
| lluna                | 月 yuè       | sol               | 日 rì         |
| hivern               | 冬 dōng      | estiu             | 夏 xià        |
| nord                 | 北 běi       | sud               | 南 nán        |
| esquerra             | 左 zǔo       | dreta             | 右 yoù        |
| receptivitat (terra) | 地 dì        | creativitat (cel) | 天 tiān       |
| dona                 | 女 nǚ        | home              | 男 nán        |
| buit                 | 虛 xū        | ple               | 實 shí        |
| introversió          | 內 nèi       | extraversió       | 外 wài        |
| passiu               | 被動 bèidòng | actiu             | 主動 zhǔdòng  |
| imparell             | 奇 jī        | parell            | 偶 oǔ         |

## Desenvolupament històric

### Origen
Aquesta concepció prové, probablement, de les antigues tradicions religioses agràries xineses; segons les llegendes, va ser introduïda per l'emperador mític Fu Xi, que hauria viscut uns tres mil anys abans la nostra era.
La dialèctica engendrada per la combinació d'aquests dos principis constitueix el fonament del Yi Jing, o Llibre de les Mutacions. Aquest llibre, escrit possiblement 2.500 anys abans de la nostra era, és un tractat cosmogònic que teòricament pot explicar tots els fenòmens de l'existència. Es tracta d'una presentació dels 64 hexagrames, acompanyats de comentaris, que hom ha de ser capaç d'interpretar si el punt de partida del qüestionament és prou precís.

### Evolució

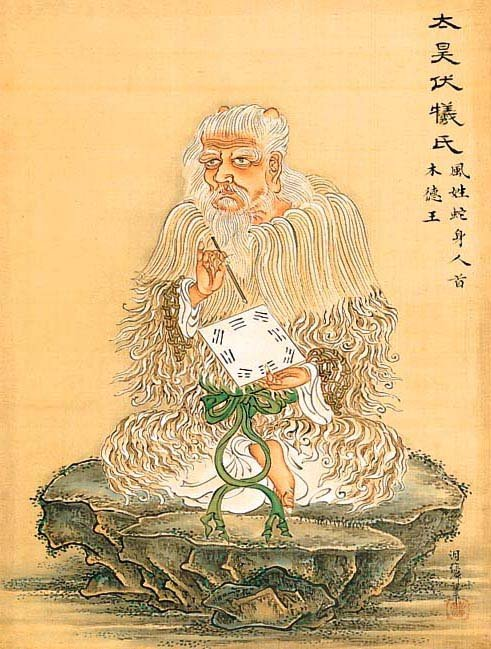
Fu Xi creant els vuit trigrames

Laozi, Zhuangzi i Sunzi han difós el taoisme (o daoisme), un pensament basat en aquests dos principis, que ha marcat fins avui dia el comportament profund dels pobles d'Àsia oriental. En el capítol 42 del Daodejing (o Tao Te Ching), l'obra fonamental d'aquesta filosofia, s'hi pot llegir: «El Tao engendra l'U; l'U engendra els dos; els dos engendren el tres i el tres engendra totes les coses. Totes les coses porten el Yin a fora i el Yang a dins; tots dos es fonen amb l'energia vital per a crear l'harmonia».
Igualment, el confucianisme, un sistema de normes morals per a preservar el bon funcionament de la societat, està directament inspirat per aquest principi.
Arreu dels altres països orientals s'hi troba la mateixa noció monista, segons la qual, l'Univers, la Divinitat Primordial, etc., es manifesta a través de dues forces antagonistes (vegeu budisme, jainisme, hinduisme…). En especial a l'Extrem Orient (Corea, Japó i països del sud-est asiàtic), la dialèctica Yin-Yang forma part de la vida quotidiana, encara que sigui inconscientment, i això es manifesta en tots els àmbits de la vida, des de la política fins a la medicina, passant per les relacions socials i el pensament religiós. La meditació zen, les arts marcials, i altres do són tècniques per ajudar a copsar Yin i Yang a través llurs diverses manifestacions.
Amb el pas del temps, però, la noció del Yin i el Yang va anar prenent un caire excessivament metafísic, esdevenint un concepte religiós, i alhora es va anar degenerant fins a convertir-se en un cúmul de supersticions tintades de màgia, gairebé incomprensibles. A principis del segle xx, i principalment al Japó, diverses personalitats van començar a traduir o reactualitzar aquesta concepció del món a través d'un llenguatge més científic. Un cas específic és el de Georges Ohsawa, creador de la macrobiòtica, el qual, a través del seu ensenyament, volia fer comprendre aquest principi al món contemporani i demostrar-ne la seva aplicabilitat pràctica.

### A Occident
Cap als anys 30, l'Occident va començar accedir a aquesta filosofia d'una manera menys etnocèntrica que antany; va aparèixer la traducció del Yi Jing de Richard Wilhelm, es van publicar els primers tractats importants sobre l'acupuntura, etc. Als anys 60, a Europa i a Amèrica, van desenvolupar-se diverses disciplines orientals (ioga, arts marcials, la meditació zen, etc.) que van contribuir a fer conèixer aquesta concepció del món d'una manera més generalitzada.

### Denominació amb diferents idiomes
|                          |                    |
| Xinès tradicional        | 陰陽               |
| Xinès simplificat        | 阴阳               |
| Pinyin                   | yīnyáng            |
| Coreà hangul             | 음양               |
| Coreà romanitzat oficial | eumyang            |
| Vietnamita               | Âm-Dương           |
| Japonès romanizat        | in'yō/onmyō        |
| Tailandès                | หยิน หยาง o อิม เอี้ยง |
| Sànscrit                 | tamas-rajas        |

## Implicacions
En la mesura en què la teoria del yin i el yang consistiria en el principi creador de totes les coses, aquesta pot explicar tot allò que existeix i les seves aplicacions són infinites, tant en el terreny pràctic com filosòfic.
Una de seves les implicacions filosòfiques més significatives és la de la desaparició de les nocions de "bé" o de "mal", ja que allò que hom considera "bé" no és res més que l'altra cara del "mal", o bé, allò que es considera "bé" acabarà convertint-se en "mal", i a l'inrevés.
Una altra implicació a aquest nivell és la de "desidentificació" personal: aplicar aquesta idea pot fer veure que "no s'és res", tan sols una amalgama de yin i yang que canvia en permanència. O bé, més positivament, que la individualitat forma un tot amb l'Universal.
A nivell més pràctic, per exemple, es pot explicar el pas del temps: el migdia, quan el sol ocupa el zenit, és yang, mitjanit és yin; el vespre és yang transformant-se en yin i l'aurora és Yin transformant-se en Yang. O bé: l'estiu és Yang, l'hivern és yin; la tardor és yang transformant-se en Yin i la primavera és Yin transformant-se en Yang. O, encara: el nord és yin, el sud és yang, l'oest és yang transformant-se en yin i l'est és yin transformant-se en yang...
Es tracta igualment de la teoria en la qual es fonamenta la medicina tradicional de la Xina i de tota l'Àsia en general, en la qual, per exemple, es contraresten certs símptomes amb un tractament regit pel principi oposat. És el cas d'un constipat (símptoma yin), que es pot tractar amb aliments que escalfin (yang) i d'una crisi nerviosa (yang), que es pot tractar amb aliments que refredin (yin), com la fruita.
Un altre exemple n'és el del Feng xui, una tradició xinesa que té en compte les sinergies entre yin i yang en tots els àmbits alhora de crear un entorn habitable per l'home.

## Ús modern
El yin és el costat negre i el yang és el costat blanc. Altres arranjaments de colors han inclòs la substitució del blanc del yang pel vermell. El taijitu de vegades s'acompanya d'altres formes, com el bagua.
La relació entre el yin i el yang sovint es descriu en termes de llum solar que juga sobre una muntanya i una vall. Yin (literalment el lloc ombrívol o vessant nord) és la zona fosca oclusa pel gruix de la muntanya, mentre que el yang (literalment el lloc assolellat o vessant sud) és la part molt il·luminada. A mesura que el sol es mou pel cel, el yin i el yang intercanvien gradualment llocs entre ells, revelant el que estava enfosquit i enfosquint el que es va revelar.
El yin es caracteritza per ser lent, suau, rendible, difús, fred, humit i passiu; i s'associa amb l'aigua, la terra, la lluna, la negativitat, la feminitat, la foscor i la destrucció/guerra.
Yang, en canvi, és ràpid, dur, sòlid, concentrat, calent/calent, sec i actiu; i s'associa amb el foc, el cel/aire, el sol, la positivitat, la masculinitat, la llum i la creació/pau.
El yin i el yang també s'apliquen al cos humà. En la medicina tradicional xinesa, la bona salut està directament relacionada amb l'equilibri entre les qualitats del yin i el yang dins d'un mateix. Si el yin i el yang es desequilibren, una de les qualitats es considera deficient o té buit.

### I Ching

Símbol envoltat de trigrames

El text de l'I Ching té els seus orígens en un text d'endevinació de Zhou de l'Oest anomenat Canvis de Zhou (周易 Zhōu yì). Diversos estudiosos moderns suggereixen dates que oscil·len entre els segles X i IV aC per al muntatge del text aproximadament en la seva forma actual. Nylan, Michael (2001), Els cinc clàssics confucians (2001), pàg. 228.</ref>el yin i el yang estan representats per línies trencades i sòlides: el yin està trencat (⚋ ) i el yang és sòlid (⚊). A continuació, es combinen en trigrames, que són més yang (p. ex. ☱ ) o més yin (p. ex. ☵ ) depenent del nombre de línies trencades i sòlides (p. ex., ☰ és totalment yang, mentre que ☷ és totalment yin) ☰ els trigrames es combinen. en hexagrames (䷟). Les posicions relatives i el nombre de línies yin i yang dins dels trigrames determinen el significat d'un trigrama, i en els hexagrames el trigrama superior es considera yang respecte al trigrama inferior, el yin, que permet representacions complexes de les interrelacions.

### Taijitu

El símbol de taichi (taijitu)

El principi del yin i el yang està representat pel Taijitu (literalment Diagrama del Taijí). El terme s'utilitza habitualment per significar la forma simple de cercle dividit, però pot referir-se a qualsevol dels diversos diagrames esquemàtics que representen aquests principis, com l'esvàstica, comuna a l'hinduisme, el budisme i el jainisme. Símbols similars també han aparegut en altres cultures, com en l'art celta i les marques d'escut romà.
En aquest símbol les dues llàgrimes giren per representar la conversió de yin a yang i yang a yin. Això es veu quan una bola es llança a l'aire amb una velocitat yang i després es converteix en una velocitat yin per tornar a caure a la terra. Les dues llàgrimes són oposades l'una a l'altra per mostrar que a mesura que una augmenta l'altra disminueix. El punt del camp oposat a la gota de llàgrima mostra que sempre hi ha yin dins del yang i sempre yang dins del yin.

### Tai-txi
El tai-txi, una forma d'art marcial, sovint es descriu com els principis del yin i el yang aplicats al cos humà i al cos animal. Wu Jianquan, un famós professor d'arts marcials xineses, va descriure el tai-txi (Taijiquan) de la següent manera:
Diverses persones han ofert diferents explicacions per al nom Taijiquan. Alguns han dit: – 'En termes de meditació, cal entrenar des d'un estat de moviment cap a un estat de quietud. Taiji sorgeix a través de l'equilibri entre yin i yang. Pel que fa a l'art de l'atac i la defensa, doncs, en el context dels canvis de ple i buit, un està constantment latent internament, fins a no expressiu exteriorment, com si el yin i El 'yang de Taiji encara no s'ha dividit.' Altres diuen: «Cada moviment del Taijiquan es basa en cercles, igual que la forma d'un Taijitu. Per tant, s'anomena Taijiquan».